# Lasioglossum serenum
Lasioglossum serenum är en biart som först beskrevs av Cameron 1897.  Lasioglossum serenum ingår i släktet smalbin, och familjen vägbin. Inga underarter finns listade i Catalogue of Life.